# Ganguro

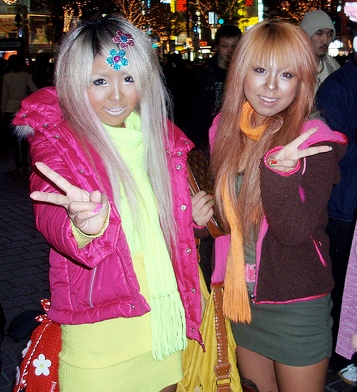
Dos chicas ganguro en Tokio, 2010.

Ganguro (ガングロ; literalmente ‘rostro negro’) es una tendencia de moda alternativa japonesa que tuvo su pico de popularidad alrededor del año 2000, pero continúa siendo vigente hoy en día; su principal característica es el cabello pintado de rubio o naranja, y una piel bronceada. El propósito es obtener el icónico estilo de las rubias bronceadas de California, Estados Unidos. Los distritos de Shibuya e Ikebukuro de Tokio son los centros de la moda ganguro.

## Características

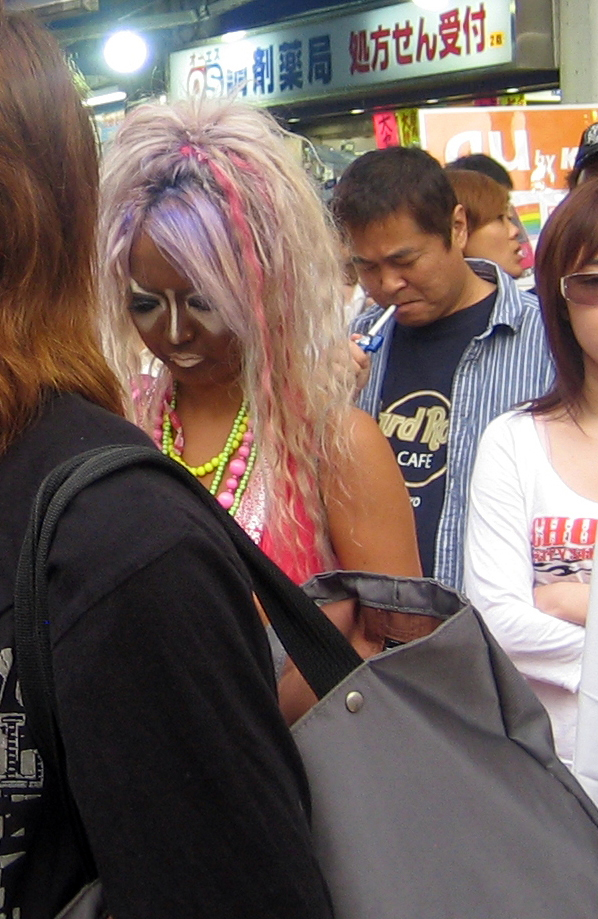
Estereotipo de chica ganguro.

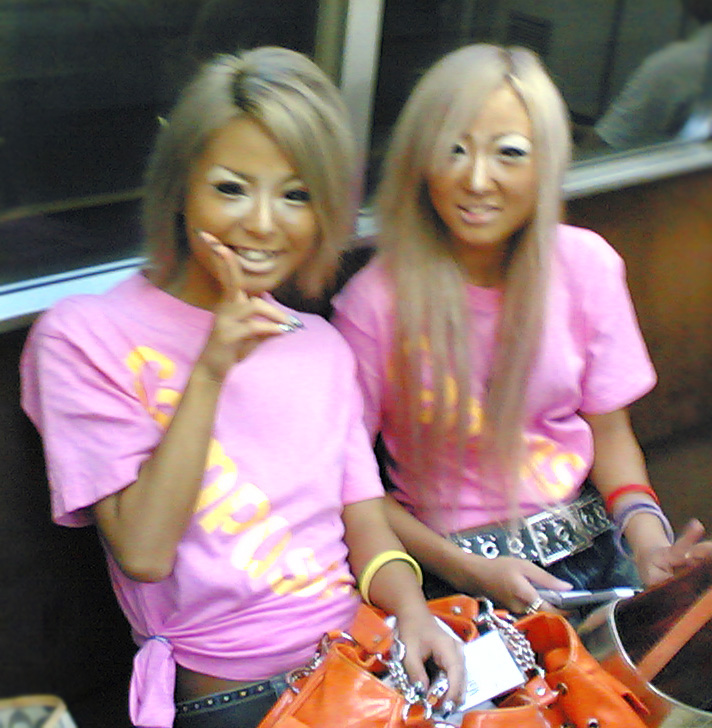
Dos chicas con estilo ganguro.

La moda ganguro apareció como una nueva tendencia en el Japón a principio de la década de los noventa y al presente prevalece mayormente entre chicas adolescentes y mujeres de veinte años. En la moda ganguro, un bronceado profundo combinado con cabello teñido en tonos de rubio y naranja, o un gris plateado conocido como high bleached. Tinta negra es usada como delineador de ojos y base blanca es usada como lápiz de labios y sombra de ojos. Pestañas falsas, gemas faciales plásticas, y polvo de perlas son comúnmente agregados a esto. Zapatos de plataforma y vestimentas de colores brillantes completan el estilo ganguro. También típicos de la moda ganguro son los pareos con teñido anudado, minifaldas, etiquetas adhesivas en la cara, y un montón de brazaletes, anillos y collares.
El ganguro forma parte de la subcultura gal, un término jergal usado por varios grupos de mujeres jóvenes, usualmente haciendo referencia a chicas demasiado aniñadas o rebeldes. Investigadores en el campo de estudios japoneses creen que el ganguro es una forma de venganza contra la sociedad japonesa tradicional debido a un resentimiento de abandono, aislamiento, y restricción de la sociedad japonesa. Este es su intento de individualismo, expresión, y libertad, en abierto desafío a los estándares y regulación escolares. También se cree que es una antítesis de los valores y características propias de las geisha. Revistas de moda como Egg y Kawaii han tenido directa influencia sobre el ganguro. Otras revistas ganguro populares incluyen Popteen y Ego System. La cultura ganguro es a menudo ligada con un estilo moderno de baile propio del Japón. Sin embargo, la mayoría de los bailarines no son ganguro, y la mayoría de las chicas ganguro no son bailarinas, aunque hay muchas ganguro o gal y danza.
Una de las más famosas entre las primeras chicas ganguro era conocida como Buriteri, apodada así por la salsa de soja negra usada para darle sabor al pez limón para cocinar teriyaki. La revista Egg la convirtió en una estrella mostrándola frecuentemente en sus páginas durante el pico de la manía ganguro. Después de modelar y hacer publicidad para el salón de bronceado Blacky de Shibuya, la presión social y la prensa negativa convencieron a Buriteri de retirarse del estilo de vida ganguro.

## Yamanbaymanba
Yamanba (ヤマンバ?) y manba (マンバ?) son términos usados frecuentemente para describir a practicantes extremos de la moda. Yamanba y manba de la vieja escuela; muestran bronceados oscuros y lápiz labial blanco, maquillaje para ojos color pastel, pequeños adhesivos metálicos o brillantes debajo de los ojos, lentes de contacto de colores brillantes, vestimentas plásticas de colores Day-Glo, y accesorios incongruentes, como guirnaldas hawaianas (frecuentemente de la marca Alba Rosa). Las calcomanías en la cara desaparecieron poco después de 2004, y por un tiempo, murió el manba.
El yamanba es ahora más extremo, y el cabello es frecuentemente multicolor, y usualmente sintético. El manba de 2008 ha visto un bronceado aún más oscuro, sin decoraciones faciales (adhesivos). El cabello es usualmente de colores brillantes o neones, siendo el rosa uno de los favoritos. Coletones, extensiones y clips se usan para hacer parecer más largo al cabello. La vestimentas permanecen sin cambio, aunque las guirnaldas se usan menos frecuentemente hoy en día. El manba y yamanba no deben ser confundidos. El yamanba tiene maquillaje blanco arriba de los ojos, mientras que el manba tiene maquillaje debajo de los ojos también. Se usan animales de peluche, brazaletes, campanas y flores de hibisco. El equivalente masculino es llamado un center guy (センター街 Sentaa guy), un juego de palabras con el nombre de una calle de compras cerca de la estación de Shibuya en Tokio donde el yamanba y los center guys son frecuentemente vistos.

## Etimología
Los practicantes de ganguro dicen que el término deriva de la frase gangankuro (ガンガン黒; ‘excepcionalmente negro’). El término yamanba deriva de Yama-uba, el nombre de una bruja de montaña del folclore japonés a cuya moda se piensa que se asemeja. Ganguro es ahora usado para describir a chicas, o gals, con un bronceado, cabello aclarado y algunas vestimentas de marca. Esto puede ser frecuentemente confundido con oneegyaru (‘hermana mayor gal’) y serebu (‘celeb’), aunque oneegyaru es usualmente asociado con muchas de las costosas marcas gals, y serebu se enfoca en costosas modas occidentales.

## Percepción del ganguro en el manga y anime

### Girl's High
Girl's High de Towa Oshima es un manga que trata sobre la vida de unas estudiantes de bachillerato. En él, se encuentra un personaje llamado Yuma Suzuki, del cual destaca por tener el cabello teñido. En el anime se puede apreciar un color rubio, mientras que en la versión manga afirma tener el cabello decolorado. 

### Gintama
Gintama es un manga que trata de la vida de Gintoki, un samurái que ocupa un rol de antihéroe y vive en una ciudad de Edo tomada por unos alienígenas llamados amanto. En algunos episodios aparecen ganguro como personajes secundario de las cuales Gintoki no tiene reparos en decirles la sensación de desagrado que sienten por las mujeres que siguen esa moda

### Detective Conan
En el capítulo 217 de Detective Conan «El secreto oculto del inspector Megure» hay un asesino cuyas víctimas suelen ser chicas que siguen esta moda.

### Peach Girl
Peach Girl de Miwa Ueda es un manga que envuelve de forma mínima el fenómeno ganguro, cuando su protagonista, Momo, es categorizada como seguidora de la misma por su piel bronceada. Eso se pensaba de ella, pero, al parecer, son rumores de su "amiga" Sae Kashiwagi. Ya que en realidad ella no le presta el mínimo interés a esto.

### Gals!
Gals! es un manga de Mihona Fujii, el cual trata sobre la vida de un grupo de gals. En el manga aparece un grupo de tres chicas, las llamadas «hermanas ganguro», las cuales son antagonistas de uno de los personajes principales, una kogal de Shibuya llamada Ran Kotobuki. Cuando estas tres chicas aparecen, suele ser para reprocharle a Ran lo «blancucha» que está.

### Teen Titans: Trouble in Tokyo
En la película de 2006 Teen Titans: Trouble in Tokyo, dos de las chicas que persiguen a Beast Boy son ganguro, pues tienen la piel oscura y las líneas de sus ojos son blancas.

### Galism
Galism de Mayumi Yokoyama es un manga en el que el fenómeno gal está muy presente, siendo las tres hermanas protagonistas: Yuri, Nobara y Ran miembros de esta tribu urbana. Incluidos la mayoría de los personajes femeninos secundarios (con sus gals circles incluidos). En este manga, la hermana mediana, Nobara, es una ganguro de estilo celebriti-sexy, cabello rubio, piel morenísima gracias a los rayos ultravioleta, mucho maquillaje y unos pechos de tamaño considerable. Cuya mayor aspiración hasta la fecha es enrollarse con chicos y defender a muerte a sus hermanas.

### Nyan Koi!
En el anime Nyan Koi! se encuentra Kanako Sumoyoshi. Ella es una manba y amiga de infancia del protagonista del manga. Aparece por primera vez en el capítulo 2.

### Durarara!!
En Durarara!! aparecen tres chicas con características de ganguro. No tienen un papel protagónico, pero son reconocidas fácilmente.

### Ichigo 100%
En la quinta OVA de Ichigo 100% «¡El cambio de personalidad fue repentino!» se puede ver a Yui como utiliza este tipo de moda, cambia su cabello de un morado a un marrón claro, sus ojos con sombras y labios pintados, aparece por el minuto 17:31.

### Nana
En Nana, la hermana menor de Nana Komatsu, Nami, es una chica alegre y alborotada que viste un notable estilo ganguro, con su bronceado y pelo teñido de rubio.

### Pokémon
El pokémon Jynx está basado en este estilo.

### Hajimete no gal
En Hajimete no gal, la amiga de la infancia de la protagonista Yukana, Ranko Honjō, tiene una apariencia de estilo ganguro.